# Astrid Lødemel
Astrid Lødemel, née le 9 décembre 1971 à Oslo, est une ancienne skieuse alpine norvégienne.

## Championnats du monde
- Championnats du monde de 1993 à Morioka (Japon)
  -  Médaille d'argent en Descente
  -  Médaille de bronze en Super-G

## Coupe du monde
- Meilleur résultat au classement général : 19e en 1993

### Saison par saison
- Coupe du monde 1992 :
  - Classement général : 33e
- Coupe du monde 1993 :
  - Classement général : 19e
- Coupe du monde 1994 :
  - Classement général : 59e
- Coupe du monde 1995 :
  - Classement général : 29e

## Arlberg-Kandahar
- Meilleur résultat : 14e place dans la descente 1993 à Cortina d’Ampezzo